# Jan Philip van der Kellen
Jan Philip van der Kellen, född 1831, död 1906, var en nederländsk konstnär och konsthistoriker. Han var bror till David van der Kellen.
Van der  Kellen utgav det stora verket Le peintre-graveur hollandais et flamand (1866–1873).